# Spatulosia legrandi
Spatulosia legrandi är en fjärilsart som beskrevs av De Toulgoët 1965. Spatulosia legrandi ingår i släktet Spatulosia och familjen björnspinnare. Inga underarter finns listade i Catalogue of Life.